# Isabella De Monte
Isabella De Monte (ur. 23 czerwca 1971 w Udine) – włoska polityk, prawniczka i działaczka samorządowa, parlamentarzystka krajowa, deputowana do Parlamentu Europejskiego VIII kadencji.

## Życiorys
Kształciła się w zakresie rachunkowości, ukończyła następnie studia prawnicze, po czym rozpoczęła praktykę w zawodzie adwokata w ramach izby adwokackiej w Udine. W 1999 została radną miejscowości Pontebba, pełniła funkcję zastępcy burmistrza i burmistrza tej jednostki.
W wyborach w 2013 z listy Partii Demokratycznej została wybrana w skład Senatu XVII kadencji. W 2014 z ramienia PD uzyskała mandat eurodeputowanej VIII kadencji, który wykonywała do 2019. Po odejściu z PE przyłączyła się do ugrupowania Azione. W 2022 z ramienia koalicji ugrupowań centrowych weszła w skład Izby Deputowanych XIX kadencji.